# Libera!

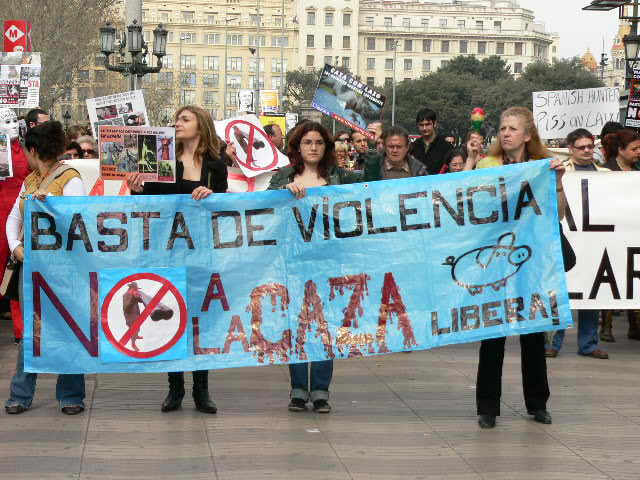
Activistas de Libera! protestando contra la caza. Barcelona.

Libera! es una organización no gubernamental internacional sin ánimo de lucro dedicada a la defensa de los derechos de los animales. Para concienciar, realiza principalmente campañas educativas y de sensibilización ciudadana, manifestaciones,  denuncias y otros actos reivindicativos. Libera! fue constituida en 2004 en Barcelona. En sus orígenes solía realizar sus acciones en el ámbito catalán, pasó a ser una entidad de ámbito estatal y, finalmente, internacional al crear delegaciones en diferentes países de América Latina. Fuera de España, actualmente tiene delegaciones también en Argentina, Uruguay, y Ecuador.

## Campañas

### Zoológicos
Una de sus campañas que ha conseguido una mayor repercusión mediática a nivel internacional ha sido "Libera a Susi", la cual tiene como objetivo que el Parque Zoológico de Barcelona permita que el único ejemplar de elefante que todavía queda vivo, la elefanta africana llamada Susi, la cual según Libera! y la organización británica Born Free Foundation sufre graves problemas psicológicos derivados de la soledad, sea trasladada a un santuario de elefantes, donde pueda vivir en unas condiciones mejores en régimen de semi libertad y con la compañía de otros elefantes.
Esta campaña ha recibido apoyo de personalidades del mundo de la cultura, como el Premio Nobel de Literatura José Saramago, la Reina Sofía y de personalidades destacadas en la política municipal barcelonesa, como Imma Mayol, entre otros. Libera! realizó esta campaña con el apoyo de la Fundación FAADA y la Born Free Foundation.
En agosto de 2014 iniciaron una campaña conjuntamente con la Plataforma Iniciativa Animalista y GETE-Ecologistes en Acció contra el delfinario del Aquópolis.

### Rambles Ètiques
Formó, también junto con la Fundación FAADA, la Plataforma Ramblas Ètiques, que realizó campañas para conseguir que, en cumplimiento de la Ley de Protección Animal 22/2003 y de la Ordenanza de Protección de los Animales del Ayuntamiento de Barcelona, se dejase de vender animales en las tradicionales pajarerías de La Rambla. En diferentes campañas mediáticas, la Plataforma Ramblas Ètiques denunció las condiciones en que viven los animales y que los pajareros lanzaban a la basura los cadáveres de los numerosos animales que morían, a pesar de ser una práctica legalmente no permitida para atentar contra la salud pública. También que los pajareros habían tirado en la basura incluso animales todavía vivos.
La campaña consiguió su objetivo en noviembre del 2013, cuando la última parada que aun comerciaba con animales dejó de venderlos.

### Galicia Mellor Sen Touradas
Libera! es también, junto con la Plataforma SOS Stop Our Shame y CAS International, coordinadora de la Plataforma Galicia Mellor Sen Touradas la cual tiene como finalidad abolir las corridas de toros en Galicia. Esta campaña cuenta con el apoyo de organizaciones ecologistas gallegas como ADEGA o Matar por matar non.

### Basta de TAS
Posteriormente también han trabajado, junto con la Fundación Franz Weber, en la campaña Basta de TAS, cuyo objetivo es la erradicación de la tracción a sangre en diferentes países de América Latina, declarada en septiembre de 2011 de interés nacional en Argentina. En este país contaron también con el apoyo de diferentes celebridades, como Nicolás Pauls, Daisy May Queen, Nicole Neumann, Luis Pavesio, Silvina Chediek, Mariana Prommel o Gastón Sardelli.
En 2013 la campaña fue llevada así mismo a México y a Uruguay.

### Circos con animales
En noviembre de 2012 presentaron la campaña de ámbito catalán CLAC (Catalunya Lliure d'Animals en Circs, en español "Cataluña Libre de Animales en Circos"), que contó desde su comienzo con el apoyo de CiU, ERC y ICV-EUiA, que fue presentada como proposición de ley en el Parlamento de Cataluña por los anteriores partidos más el PSC y la CUP en octubre de 2013, y fue aceptada a trámite en mayo de 2014.

### Otras acciones
En marzo de 2009, Libera! interpuso una querella contra el exministro Mariano Fernández Bermejo por un delito de furtivismo durante la cacería sin la respectiva licencia que realizó en febrero del mismo año con el juez de la Audiencia Nacional, Baltasar Garzón cuando Bermejo todavía era Ministro de Justicia.